# Філіппа Англійська
Філі́ппа Англі́йська (англ. Philippa of England, 4 липня 1394 —  5 січня 1430) — англійська принцеса з дому Ланкастерів, дочка короля Англії Генріха IV і Марії де Богун, дружина короля Данії, Швеції та Норвегії Еріка Померанського.
Регентка Данії, Швеції та Норвегії в період 5 серпня 1423—24 травня 1425 року під час паломництва чоловіка до Єрусалима. Її правління було мудре і зріле.

## Біографія

### Ранні роки
Народилася 4 липня 1394 року у замку Пітерборо в Кембриджширі. Була найменшою, сьомою, дитиною і другою дочкою в родині Генріха Болінгброка, 6-го графа Дербійського, 3-го графа Нортгемптонського, і його першої дружини Марії де Богун, яка померла пологами при народженні Філіппи. Ім'я отримала на честь прабабусі Філіппи де Ено. Мала старших братів Генріха, Томаса, Джона й Гамфрі і сестру Бланку.

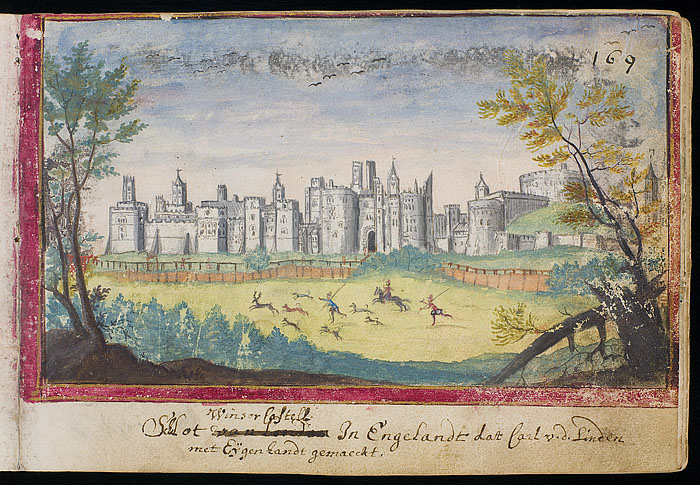
Віндзорський замок

У пам'ять про матір мала лише успадкований від неї молитовник, який і досі зберігається в Копенгагені.
У 1399 році її батько став королем Англії, а за три роки одружився з удовою герцогинею Бретані Жанною Наваррською. Філіппа була присутньою на їхньому весіллі у лютому 1403. У тому ж році вона здійснила паломництво до Кентербері. Мешкала, в основному, у замках Беркхемстеду та Віндзору.
У 1400 або 1401 році Генріх Болінгброк запропонував королеві Данії, Норвегії та Швеції Маргариті I союз між Англією та Кальмарською унією, підкріплений подвійним весіллям його доньки Філіппи з усиновленим небожем королеви Еріком Померанським та його сина Генріха з Катериною Померанською, сестрою Еріка. Шлюб Генріха з Катериною не відбувся, оскільки Маргарита не бажала сильної залежності від однієї країни. Результатом же схвалення союзу між Філіппою та Еріком, вигідним для обох сторін, стали їхні заручини у 1405 році, а між Англією та Кальмарською унією був встановлений звичайний оборонний союз.

### Шлюб
26 листопада 1405 року у Вестмінстері відбулося укладення шлюбу Філіппи і Еріка за довіреністю. Нареченого представляв шведський дворянин Туре Бенгтссон Більке. 8 грудня наречена була офіційно проголошена королевою Данії, Норвегії та Швеції в присутності послів Північних країн, оскільки, хоча фактичною правителькою залишалася Маргарита I, Ерік 1397 року був декларований королем Кальмарського союзу.
Філіппа залишила Англію у серпні 1406 року, виїхавши з Лінну у Норфолці у супроводі пишної свити. До шведського Гельсінгборгу вона прибула у вересні та була зустрінута своїм нареченим і його можновладною прийомною матір'ю.

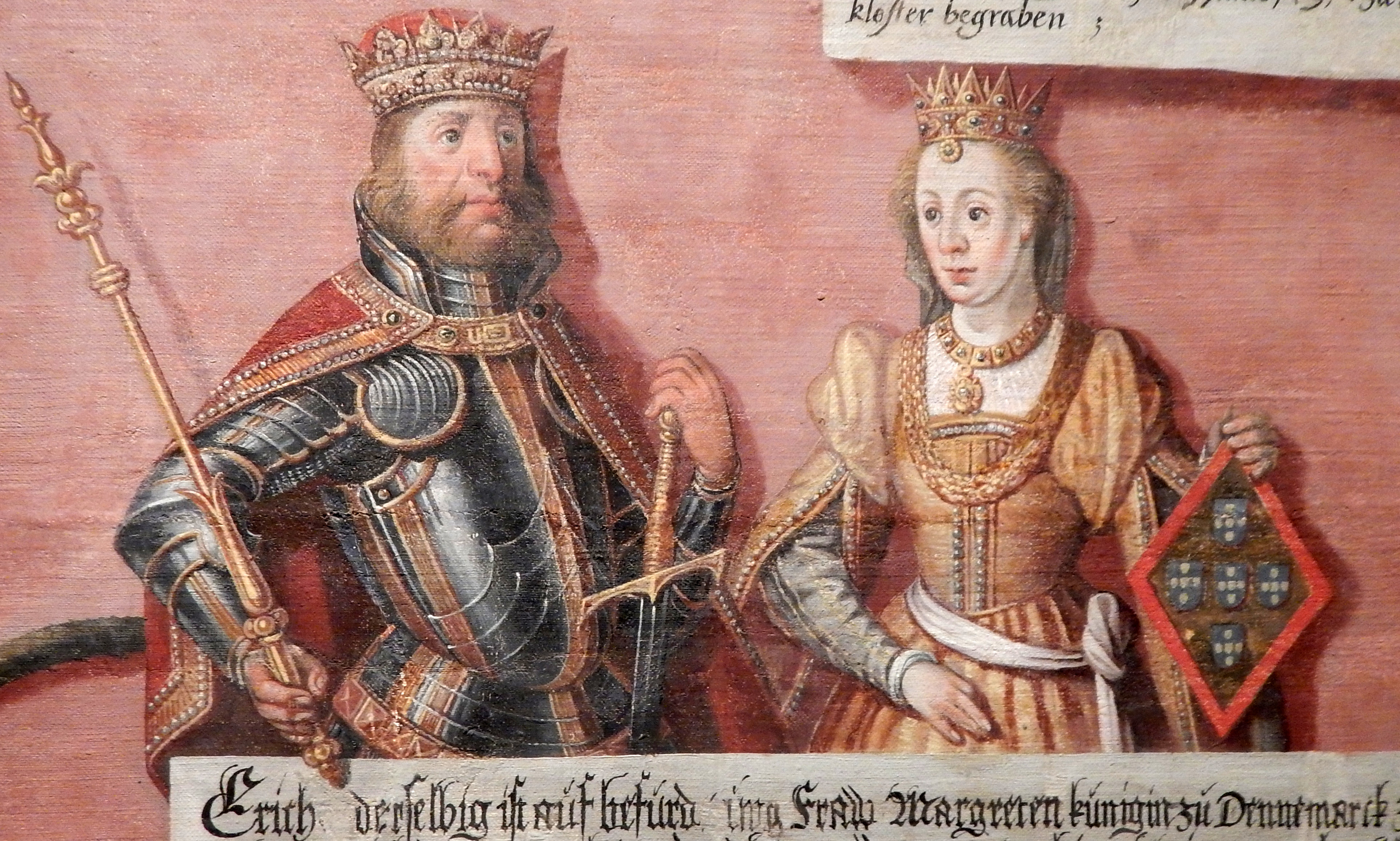
Королева Філіппа із чоловіком

26 жовтня 1406 у Лундському соборі відбулося вінчання 12-річної Філіппи Ланкастерської та 25-річного Еріка Померанського. Наречена була вдягнена у біле весільне вбрання: туніку з плащем з білого шовку, облямовану хутром сірої білки та горностая. Це вважається першим задокументованим весіллям, на якому наречена носила білу сукню. 
За весільною церемонією послідувала коронація принцеси. Святкування тривало до листопада, кілька людей протягом нього були посвячені в лицарі, а посаг Філіппи був офіційно прийнятий придворним камергером і священнослужителями трьох королівств. Королева, в свою чергу, отримала землі на випадок вдівства також у всіх трьох королівствах: Нерке й Еребру у Швеції, Фюн з Оденсе і Несбіховедом у Данії та Румеріке в Норвегії.
Перші три роки шлюбу подружжя мешкало у Кальмарському замку в Швеції. Філіппі був наданий власний двір, гофмейстериною якого стала Катаріна Кнутсдоттер, онука Святої Бригіди. Схоже, що королева мала такі якості як м'якість та уважність. Будучи глибоко релігійною жінкою, вона стала покровителькою монастиря Вадстена, жертвувала йому землі та реліквії, часто навідувала, і навіть була зарахована до сестринства (soror ab extra). Цікавилася культом Святої Бригіди. Як кажуть, вплинула на створення монастиря бригідок у Сионському абатстві неподалік Лондону, який її брат заснував у 1415 році.
Починаючи з 1409 року і, особливо після смерті королеви Маргарити у 1412 році, коли Ерік де-факто став королем, подружжя, в основному, мешкало в Данії. А втім, Філіппа часто поверталася в Швецію, маючи з нею найсильніший із трьох королівств зв'язок.

### Королева
Брала активну участь у державних справах. Так, якщо у 1416 році, згідно Померанського акту про наслідування, Ерік називав спадкоємцем трьох королівств, на випадок бездітності шлюбу, свого малолітнього кузена Богуслава IX Померанського, то вже у 1420 році, коли він вирушив на війну, до Закону були внесені поправки, згідно яких Філіппі була відведена активна роль у гіпотетичному правлінні. У переглянутому законі говорилося, що після смерті Еріка королева мала бути призначена регентом до тих пір, поки Богуслав не стане королем; і, якщо Богуслав успадкує три королівства, будучи ще неповнолітнім, Філіппа буде регентствувати до його повноліття та матиме права на всю власність корони у Зеландії.

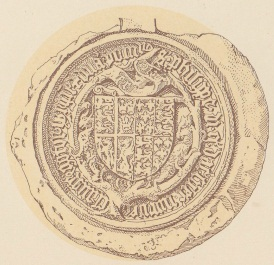
Печатка королеви Філіппи

 У зв'язку з цим були змінені удовині землі королеви: замість отриманих територій у всіх трьох королівствах, їй була надана величезна удовина земля у Швеції, що складалася з Нерке, Уппланду, Стокгольма, феодальних володіннь Чепінга, Тельє та Вестероса. Володіння Арбугою та регіоном Сневрінге, по суті, зробили її правителькою Центральної Швеції.
Ерік, очевидно, дуже довіряв дружині. Як давні, так і сучасні автори, позитивно відгукуються про її правління. Кажуть, що в деяких питаннях вона була ефективнішою за чоловіка. Її великі землі у Швеції підвищили інтерес жінки до цього королівства, і, хоча Ерік вважав за краще жити в Данії, Філіппа так часто і подовгу відвідувала Швецію, де діяла як довірена особа чоловік, що де-факто вона була регенткою Швеції протягом більшої частини 1420-х років. У березні 1422 року офіційно скликала й очолила Раду Станів у Вадстені, де виступила посередницею у суперечці між дворянськими фракціями. Ерік також часто давав їй доручення щодо шведських справ, таких як збір податків у Еланді у серпні 1425 року.
Влітку 1523 року король вирушив у паломництво до Єрусалиму, залишивши дружину регенткою. Правила Філіппа з Копенгагена. Правління її було авторитетним і мудрим. Восени 1424 року вона вирішила суперечку з Ганзою, погодившись карбувати ту ж монету. Старі данські гроші були девальвовані; нові ж срібні монети стали законним платіжним засобом як у Скандинавії, так і у ганзейських містах. Під час свого регентства королева також скликала Шведську Раду станів навесні 1425 року у Стокгольмі.
Загалом, була однією з небагатьох шведських середньовічних королев, які скористалися королівським правом суду. Так, у 1425 році вона разом із радою вирішила суперечку в юрисдикційних округах Селебі й Окербо, яка стосувалася невиплати грошей фермерами пробсту Стренгнеса.

### Дансько-ганзейська війна
Спроба Еріка після повернення звільнити Скандинавію від залежності Ганзейського союзу та введення Зундської податі призвели до нової війни у 1426—1435 роках. Навесні 1426 року король послав дружину до Швеції, де та скликала Раду у Вадстені й зуміла заручитися підтримкою та засобами для бойових дій, незважаючи на загальний опір Швеції цій війні. У січні 1427 року, коли військове положення для короля складалося погано, Філіппа знову скликала шведську Раду у Нючепінгу, де їй ще один раз вдалося заручитися підтримкою для Еріка з боку Швеції. Під час цього візиту вона також придбала додаткові шведські маєтки, аби забезпечити своє майбутнє у Швеції, де, вочевидь, планувала жити у випадку вдівства. Таким чином, королева стала однією з небагатьох жінок, якими були придбали значні земельні володіння.

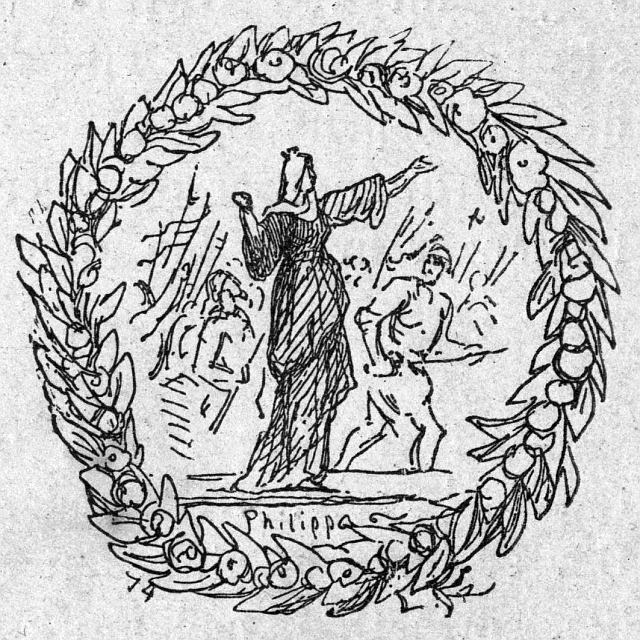
Філіппа надихає копенгагенців

У березні 1427 року повернулася да Данії, де провела три наступні воєнні роки. У 1428 році успішно організувала оборону данської столиці під час бомбардування Копенгагену ганзейцями у квітні місяці. Перед боєм королева роздавала зброю й обіцяла нагороди за хоробрість. Під масованим обстрілом данської наземної артилерії, бойових мостів і плавучих батарей ганзейскі кораблі не змогли блокувати гавань та оточити дансько-шведський флот. Коли данські та шведські кораблі почали контратаку, ганзейці були змушені відступити. Під час битви Філіппа та її фрейліни на колінах молилися у церквах про перемогу, коли ж вона була отримана, королева з почестями вітала переможців і подбала про допомогу пораненим. Мешканці Копенгагену проголосили Філіппу героїнею за її зусилля щодо згуртування громадян у важкий час.
У червні відбулася повторна атака ганзейців, яка виявилася більш вдалою. Більша частина королівського флоту була знищена, врятувати вдалося лише три кораблі. Втім, вже у липні сім кораблів були відремонтовані, а Філіппа, за допомогою Швеції, організувала новий флот, який у травні 1429 року почав каральну атаку на ганзейське місто Штральзунд.

### Смерть
Наприкінці 1429 року Ерік знову послав Філіппу у Швецію по допомогу. Як зазвичай, королева вирушила до монастиря Вадстена, де її зустрічала делегація шведського риксроду. Однак, невдовзі після прибуття, з нею стався напад якоїсь хвороби, що, як було відмічено, часом вражала її, принаймні, протягом попередніх п'яти років. Жінка народила мертвого хлопчика, й її здоров'я погіршилося. Вона померла 5 січня 1430 у віці 35 років. Була похована у монастирській церкві Вадстени. Надгробок зберігся й дотепер.

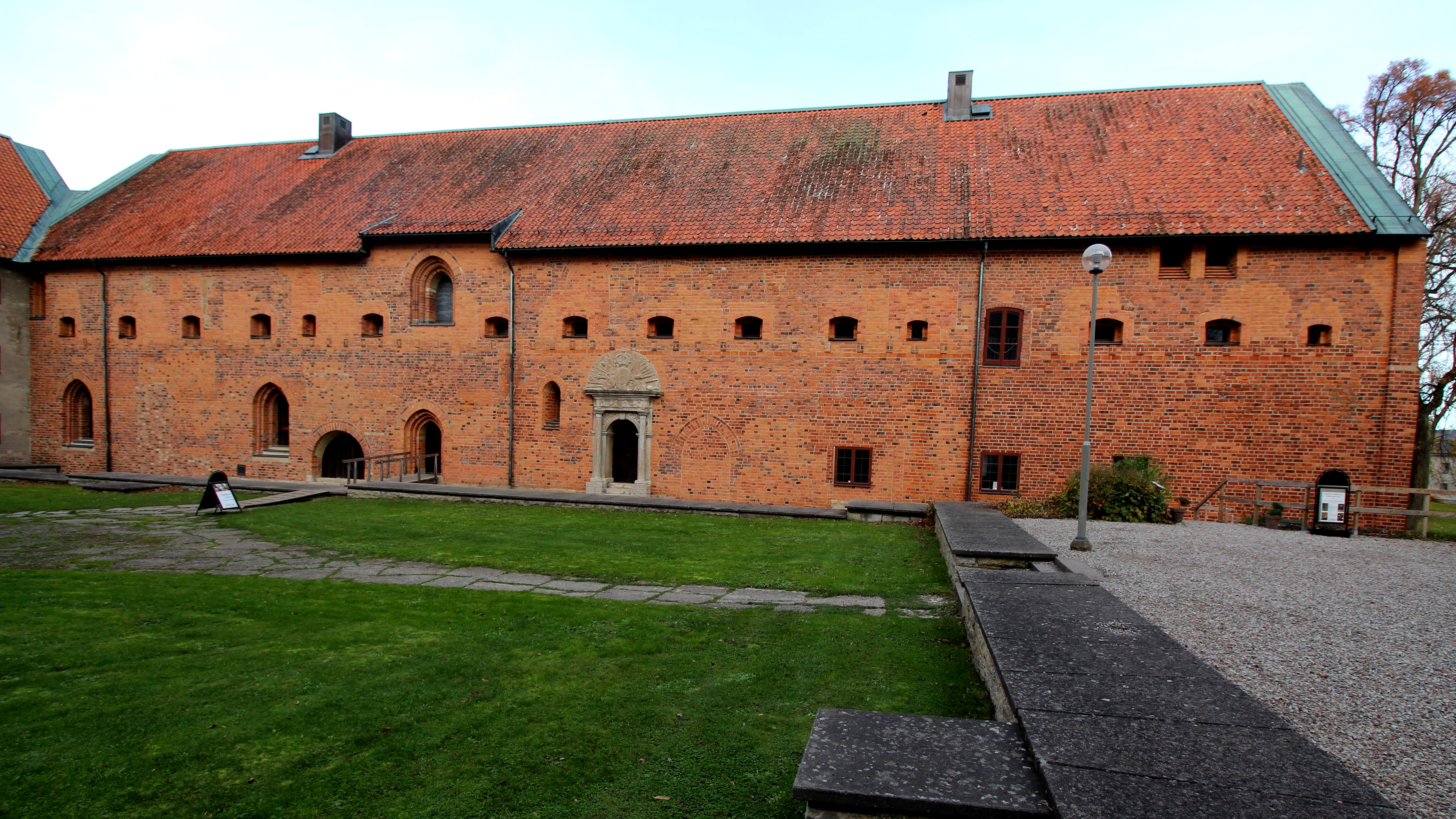
Монастир Вадстена

Згідно заповіту, королева залишила монастирю кілька пожертвувань. У некролозі в щоденнику монастиря «Diarium Vaztenense» її називали «illustris Principessa» — «прославлена принцеса» й змальовували як матір і вірну захисницю монастиря та всього ордену бригідок. Ерік ініціював у Вадстені вічний реквієм в пам'ять про неї й дарував монастирю золоті корони з перлами, які пара носила на своїй коронації у 1406 році
Посмертна репутація Філіппи була майже повністю позитивною, що різко контрастувало з репутацією її чоловіка. Так, у «Хроніках Карла» («Karlskrönikan»), Філіппу називали благородною та благочестивої панянкою.
Ерік згодом мав роман з однією з її фрейлін, який закінчився морганатичним шлюбом.

## В мистецтві
- У 1856 році данським скульптором Германом Вільгельмом Біссеном була створена скульптура Філіппи. Наразі зберігається у Новій гліптотеці Карлсбергу.[9]
- Королева згадується у творі Ганса Крістіана Андерсена «Ілюстрована книжка з картинками хрещеного татка» (1868).[10]
- Є персонажем австралійсько-британського фільму «Король» режисера Девіда Мішеда (2019). Її роль виконала новозеландка Томасін Мак-Кензі.